# Roa australis
Roa australis es un pez mariposa marino, de la familia de los Chaetodontidae.
Es una especie descrita en 2004, sobre la que no hay datos de población. Los especímenes estudiados se recolectaron en el noroeste australiano, entre 97 y 173 metros de profundidad. Lo que explicaría, de una parte, la dificultad de visualizar ejemplares de la especie, y, de otra parte, esa profundidad de sus hábitats podría suponer una protección para su población.

## Morfología
De cuerpo alto, comprimido lateralmente, y con la boca en forma de tubo. Su coloración es blanca en todo el cuerpo, y presenta tres franjas marrones a ocres, verticales, de distinto grosor. De más estrecha en la cabeza, y atravesando el ojo, a más gruesas las del cuerpo, aunque menos anchas que las de otras especies del género. La segunda recorre desde la cuarta y quinta espinas dorsales, estrechándose gradualmente y ensanchándose hacia el vientre, incluyendo esta tonalidad marrón a las aletas pélvicas, excepto su margen anterior, que es blanco. La tercera franja tiene medio ocelo negro, contorneado por medio anillo blanco, entre el segundo y séptimo radios blandos de la aleta dorsal. La combinación de la raya cubriendo el ojo, junto al ocelo en la parte opuesta a la cabeza, es una estrategia defensiva generalizada en la familia. Las aletas pectorales y la caudal son transparentes, contando esta última con una franja vertical en su base, del color de las otras franjas del cuerpo. 
Tiene 11 espinas dorsales, entre 19 y 23 radios blandos dorsales, 3 espinas anales y 17 radios blandos anales.
Alcanza los 11,9 cm de largo.

## Hábitat y comportamiento
Es un pez pelágico-nerítico, y habita arrecifes coralinos y zonas rocosas profundas.
Su rango de profundidad está entre 97 y 173 metros, aunque se han reportado localizaciones entre los 36 y los 197,5 metros, y en un rango de temperaturas entre 16.43 y 26.50 °C, lo que indica un amplio rango para un pez, en principio, clasificado como tropical, ya que el límite inferior de 16.43 °C es una temperatura de aguas templadas.

## Distribución geográfica
Se distribuye en la unión del océano Pacífico con el Índico, en el noroeste de Australia. Desde el sur de Rowley Shoals, noroeste de Port Hedland, hasta el mar de Aragura y noreste de Darwin. Es especie nativa y endémica de Australia.

## Alimentación
Como el resto del género, suponemos que se nutre principalmente de pequeños invertebrados marinos.

## Reproducción
No hay información disponible sobre su ciclo de vida. Las otras especies del género son gonocóricas, de sexos separados, y no cambian de sexo. No presentan dimorfismo sexual. Son ovíparos y dispersores de huevos. Forman parejas durante el ciclo reproductivo.
Su nivel de resiliencia es alto, doblando la población en menos de 15 meses.